# János Takács
János Takács (ur. 17 kwietnia 1967 w Tatabányi) – węgierski zapaśnik walczący w stylu klasycznym. Dwukrotny olimpijczyk. Czwarty w Seulu 1988 i jedenasty w Barcelonie 1992. Walczył w kategorii 74 kg.
Czwarty na mistrzostwach świata w 1990. Brązowy medalista mistrzostw Europy w 1988. Trzeci w Pucharze świata w 1993 roku.
- Turniej w Seulu 1988

Pokonał Czechosłowaka Jaroslava Zemana, Marokańczyka Abdel Aziza Tahira i Francuza Martiala Mischlera, a przegrał z Rogerem Tallrothem ze Szwecji, Däuletem Turłychanowem z ZSRR i Józefem Traczem.
- Turniej w Barcelonie 1992

Przegrał z Kanadyjczykiem Karlo Kasapem i Mynacakanem Iskandarianem z WNP.